# Gyllebo slot
Gyllebo var et dansk slot i nærheden af Simrishamn i Skåne i Sverige. Den tidligst kendte ejer var Verner Brahe i 1280, stamfar til den danske Braheslægt. Hans søn Niels Brahe og sønnesønner Torkild og Peder Brahe var siden herrer på Gyllebo, hvorefter gården i en periode fungerede som kloster. Efter at dronning Margrete 1. flyttede klosteret, blev Niels Gylle ejer.
Ruinerne stammer fra den borg, som blev bygget 1538-1544 af Laurids Lauridsen Knob. Den bestod af en firkant omgivet af Gyllebosjøen og en voldgrav. Den var opført i gråsten med en indre borggård og var en af de største borge i Skåne. Den brændte flere gange, senest i 1700-tallet. Efter krigen mellem Danmark og Sverige i 1658-60, blev Gyllebo en af de 18 skånske adelsgodser, som danskerne måtte give som vederlag for at få Bornholm tilbage. Det nuværende slot blev bygget i nyklassicistisk stil 1813-18 og er i privat eje.